# Петр II из Штернберка
Петр II из Штернберка (чеш. Petr II. ze Šternberka; ум. в 1397 году) — средневековый моравский аристократ из моравской ветви панского рода Штернберков, племянник и наследник родовых владений епископа Литомишльского Альбрехта из Штернберка, зять моравского маркграфа Яна Йиндржиха Люксембургского.

## Происхождение и молодые годы
Петр II из Штернберка был единственным сыном моравского пана Зденека из Штернберка (ум. 1360) и племянником епископа Литомишльского Альбрехта из Штернберка, одного из ближайших советников короля Карела Люксембургского. Поскольку в год смерти отца Петр был ещё слишком мал, управление семейными владениями сосредоточилось в руках его дяди епископа Альбрехта, а Петр стал их совладельцем.

## Управление родовыми имениями

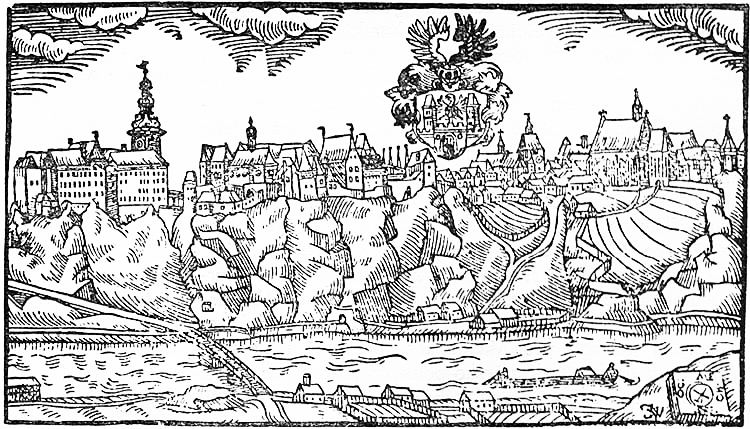
Вид на город Бехине (замок Бехине — слева). Ян Вилленберг. Гравюра, 1602 год

В 1372 году Петр принял участие в основании его дядей Альбрехтом монастыря каноников-августинцев при костёле Благовещения Девы Марии в их родном Штернберке, подписав согласие на передачу новому монастырю ряда имений из родовых владений Штернберков. Достигнув совершеннолетия, Петр начал домогаться от своего дяди передачи ему в персональное управление части родовых имений и Альбрехт, наконец, согласился. 13 декабря 1375 года в Литомишле между Петром и его дядей епископом Альбрехтом из Штернберка в присутствии множества представителей рода Штернберков и их родственников панов из Краварж было торжественно заключено соглашение, по условиям которого в непосредственное управление Петра перешли южночешское панство Бехине и моравское панство Рачице. Кроме того, Петру удалось получить в держание Домашов-над-Бистршици, являвшийся леном князя-епископа Оломоуцкого.
После смерти епископа Альбрехта из Штернберка в 1380 году Петр унаследовал все родовые владения моравской ветви Штернберков. Помимо полученных в 1375 году имений, в его владение перешли панства Штернберк с замком, Моравски-Бероун, Дворце и 29 деревень. Кроме того, Петр держал замок Медлице с местечком, также как и Домашов-над-Бистршици, являвшиеся оломоуцким епископским леном. После смерти дяди Петр продолжил материально поддерживать Штернберкский монастырь августинцев, однако при этом вёл имущественные споры с Велеградским монастырём цистерцианцев. Дошло до того, что Петр из Штернберка захватил их селение Поповице, взял жителей в плен и потребовал за них выкуп. Цистерцианцы пожаловались в Рим и в 1383 году папа Римский приказал провести тщательное расследование данного инцидента, пригрозив Петру тяжкими наказаниями. Кроме того, Петр принимал опосредованное участие в войне за власть над Моравией, будучи союзником маркграфа Прокопа Люксембургского, которому Петр из Штернберка оказывал финансовую помощь.
Не имевшему прямых наследников Петру II суждено было стать последним представителем моравской ветви панов из Штернберка. Предвидя это задолго до своей смерти, Петр из Штернберка в январе 1381 года заключил так называемый «союз о взаимном наследовании» со Зденеком Луковским из Штернберка (ум. 1405) и Петром из Краварж и Плумлова (ум. после 1411). После смерти Петра в 1397 году Штернберкское панство унаследовал Петр из Краварж и Плумлова, который передал Штернберк в пожизненное пользование вдове Петра Анне Опавской (ум. 1401). Панство Количин унаследовали братья Зденек и Ян (Ешек) Луковские из Штернберка, панство Весели-над-Моравоу — Маркварт из Штернберка (ум. 1405), а панство Бехине получил моравский маркграф Йошт, что привело его к очередному конфликту с чешским королём Вацлавом IV, который рассматривал Бехине в качестве выморочного имущества в юрисдикции Чешского королевства.

## Семья
Петр из Штернберка, будучи племянником одного из виднейших сановников короля Карла Люксембургского, в марте 1379 года женился на чешской принцессе Анне Опавской (после 1353 — до 1405), дочери маркграфа Моравии Яна Йиндржиха. Анна была сестрой маркграфов Йошта и Прокопа и приходилась племянницей королю Карлу Люксембургскому и, соответственно, кузиной королю Вацлаву IV. Брак Петра с Анной оказался бездетным.